# ソフィスティケイテッド・レディ
『ソフィスティケイテッド・レディ』原題：Sophisticated Lady）は、 1932年にデューク・エリントンによってインストルメンタルとして作曲されたジャズ・スタンダード。

## バックグラウンド
追加のクレジットは、ミッチェル・パリッシュによって曲に単語が追加された出版社アーヴィンミルズに与えられる。その言葉はエリントンの承認を得て、エリントンは「素晴らしいが、私の当初の概念に完全には適合していない」と述べた。その最初の構想は、エリントンの3人の小学校の教師に触発された。 「彼らは冬の間ずっと教え、夏にはヨーロッパをツアーした。私にとって、それは洗練された綴りでした。」 
当時エリントンのバンドのトロンボーン奏者であったローレンス・ブラウンは、彼が曲のAセクションのメインフックを担当したと主張した。エリントンは彼の貢献に対して15ドルを支払いしたが、彼は公式にクレジットされたことはなかった。
デューク・エリントンと彼のオーケストラは、1933年に「洗練された女性」を紹介し  、アルトサックスのトビー・ハードウィック、バーニー・ビガード、トロンボーンのローレンス・ブラウン、ピアノのエリントンによるソロをフィーチャーした曲のインストルメンタル録音を行った。録音は1933年5月27日にチャートに入り、3位に上昇した。  
歌手のアデレード・ホールは、1927年、1932年、1933年にエリントンと録音しました と1976年に彼女のアルバム「ホール」に「洗練された女性」の2つのバージョンしか録音しなかった。エリントンの。」 この曲は、彼女の人生を祝う1989/90年のドキュメンタリー「 SophisticatedLady 」のサウンドトラックに登場した。 

## その他の録音
- セロニアス・モンク
- ローズマリー・クルーニー[9]
- トニー・ベネット[10]
- スタン・ケントン[11]
- チャールズ・ミンガス
- アート・テイタム
- アビー・リンカーン[12]
- デイヴ・グルーシン[13]
- ジャコ・パストリアス
- カエターノ・ヴェローゾ